# Нідерландський хокейний союз
Нідерландський хокейний союз (нід. Nederlandse IJshockey Bond, NIJB) — організація, яка займається проведенням на території Нідерландів змагань з хокею із шайбою. Заснована у 1934 році, член ІІХФ з 20 січня 1935 року. У країні 21 хокейна зала і 2 відкриті майданчики із штучним льодом. Найбільші палаци спорту — «Де Уїтгоф» у Гаазі (8000 місць), «Пеллікан» у Тілбурзі (5000), «Неймеген» у Неймегені (5000).
З недавна у Нідерландах був популярний хокей з м'ячем. Хокей із шайбою у країні виник на початку 1930-х років. Перший майданчик із штучним льодом був збудований у Гаазі у 1937 році. У 1960-х роках почалось інтенсивне будівництво хокейних залів. Перший палац спорту збудований в Амстердамі у 1961 році, пізніше зведені зали у Тілбурзі, Дон Босі, Геренвені, Гелені, Неймегені, Гронінгені, Ейндговені і Утрехті. Останній палац спорту «Де Уітгоф-2» збудований у 1983 у Гаазі.
У клубних командах Нідерландів грає немало вихідців із Канади, що пропагують дещо прямолінійний стиль гри. На розвиток хокею у країні позначається і нестача національних тренерських кадрів; з найкращими командами працюють, як правило, тренери із Канади, США, Великої Британії.
Чемпіонати Нідерландів проводяться з сезону 1937—38.
Чемпіони Нідерландів: «ГІЙК ден Гааг» — 1938, 1939, 1946 і 1948, ТІЙСК Тілбург — 1947, «Ійсвогелс» Амстердам — 1950, «ГІЙС Гокійдек ГААГ» — 1965—1969, «СІЙ ден Босх» — 1970, «Тілбург Трепперс» — 1971—1976, «Фенстра Флаєрс» Геренвен — 1977—1983, «Віссерс» Неймеген — 1984, «Деко Бейлдерс» Амстердам — 1985, «Нордер Сторес ГІІЙС» Гронінген — 1986, «Пандас» Роттердам — 1987, 1989 і 1990, «Спітман» Неймеген — 1988, «Петер Лангхаут» Утрехт — 1991, «Про Бадге» Утрехт — 1992, «Флейм Гуардс» Неймеген — 1993, «Кавекберг Трапперс» Тілбург — 1994, «КВТ Тілбург Трапперс» — 1995 і 1996, «Фулда Тайгерс» Неймеген — 1997, «Ван Гемен Тайгерс» Неймеген — 1998, «Ажіо Гюйс Тайгерс» Неймеген — 1999 і 2000, «Діамант Трапперс» Тілбург — 2001, «Боретті Тайгерс» Амстердам — 2002 і 2003, «Амстедам Булльдогз» — 2004.
Збірна Нідерландів перший міжнародний матч провела 5 січня 1935 року в Амстердамі із збірною Бельгії (0:4), а перший матч на чемпіонаті світу — 19 січня 1935 року у Давосі (Швейцарія) зі збірною Угорщини (0:6).
Найкращий результат команди на чемпіонатах світу — 8-е місце у 1950, 1953 (4-е місце у групі В) і 1981, на чемпіонатах Європи — 6-е місце у 1950 і 1981. У зимових Олімпійських іграх збірна Нідерландів брала участь лише 1 раз, але не була класифікована.
Найсильніші гравці Нідерландів різних років: 
- воротарі — Г. Гобель, Д. де Бруїн;
- захисники — А. Клейн, В. ван Даммелен, Л. Баккер, Г. ван Дун, Г. Бранд, Д. Петерноусек, Г. Гілле, Р. ван Гог;
- нападники — Дварс, де Бланк, де Гроот, Мануель, Гентіс, Сімонс, Л. ван Вієрен, Д. Деклое, Г. ван Друнен, Г. Шеффер, Д. Макдональд, Д. де Гер, К. де Граув, Л. Копманс, Й. Торен, Р. Бертелінг, Я. Янссен, Т. Коллард.